# Monoschelobates translamellatus
Monoschelobates translamellatus är en kvalsterart som beskrevs av Pérez-Íñigo och Baggio 1991. Monoschelobates translamellatus ingår i släktet Monoschelobates och familjen Hemileiidae. Inga underarter finns listade i Catalogue of Life.